# 75569 IRSOL
75569 IRSOL è un asteroide della fascia principale. Scoperto nel 2000, presenta un'orbita caratterizzata da un semiasse maggiore pari a 2,4836826 au e da un'eccentricità di 0,2060559, inclinata di 6,14549° rispetto all'eclittica.
L'asteroide è dedicato all'omonimo istituto di ricerca di Locarno.